# Filistida

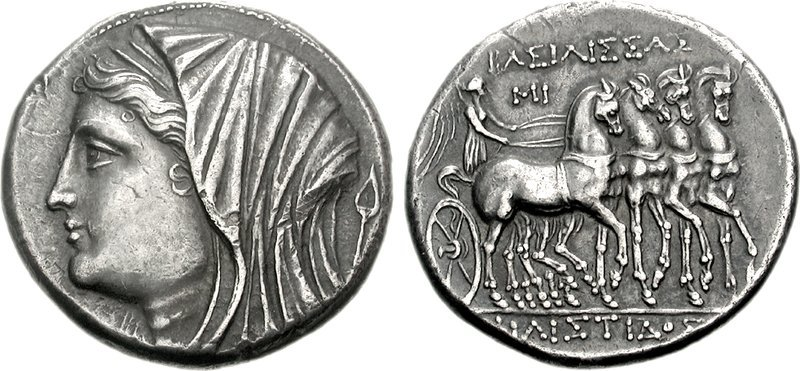
Tetradracma de Siracusa con la cabeza velada de una mujer (Filistida), datado en c. 218-214 a. C. En el reverso de la moneda, la inscripción ΒΑΣΙΛΙΣΣΑΣ (basilissas) e ΦΙΛΙΣΤΙΔΟΣ (Filistidos) o 'de la reina Filistida', 'propiedad de la reina Filistida' y en el centro una cuadriga conducida por Niké.

Filistida, Filistide o Filistis fue una reina de la Antigua Siracusa, esposa del tirano Hierón II (r. 270-215 a. C.), Philistes (en griego antiguo Βασιλεύς τῆς Σικελίας (Rey de Sicilia).

## Historia
Era hija de Leptines, un ciudadano popular e influyente de Siracusa e Hierón se casó con ella para que su padre pudiera velar por sus intereses cuando tuviera que dejar la ciudad por cuestiones militares. Su hijo Gelón cogobernó con Hierón durante unos 25 años, pero murió en 216 a. C., un año antes de que muriera su padre.
Es apenas conocida por sus numerosas representaciones en monedas, de muy buena factura (lleva el título de reina en las inscripciones monetales), y por la aparición de su nombre, en grandes letras en el teatro griego de Siracusa.
El hecho de que aquí se asocia con Nereida, esposa de Gelón II de Siracusa, así como el estilo y la estructura de las monedas, que se asemejan mucho a las de Hierón II y las de su hijo, lleva a la conclusión de que fueron acuñadas durante el largo reinado de Hierón II. La conjetura más probable es que Filistida fuera la esposa del propio Hierón.